# Мантий
Мантий (др.-греч. Μάντιος «вещий») — персонаж древнегреческой мифологии. Сын Мелампода и брат Антифата, отец Полифида и Клита. Через Полифида приходится дедом Теоклимена. По другой версии, сын Мелампода и отец Экла.
В микенских текстах встречается имя ma-ti-ko (Мантик?).